# Джон Метуен

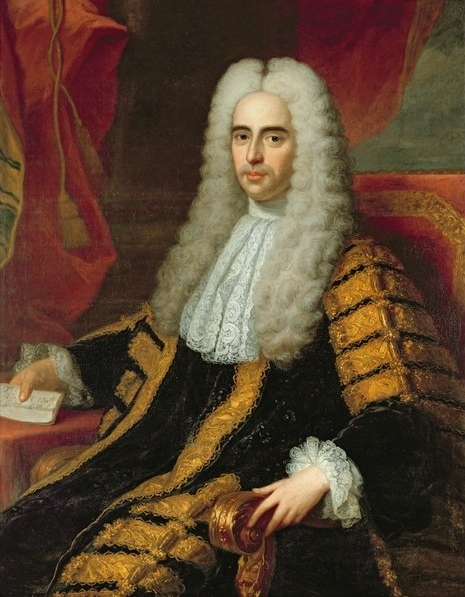
Джон Метуен (1650 – 1706).

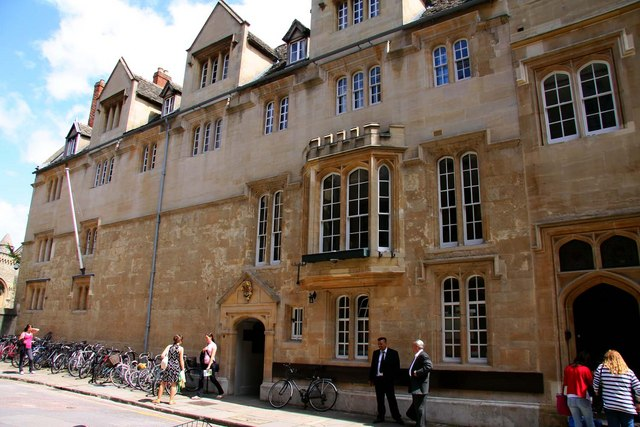
Сент-Едмунд-Холл, Оксфорд.

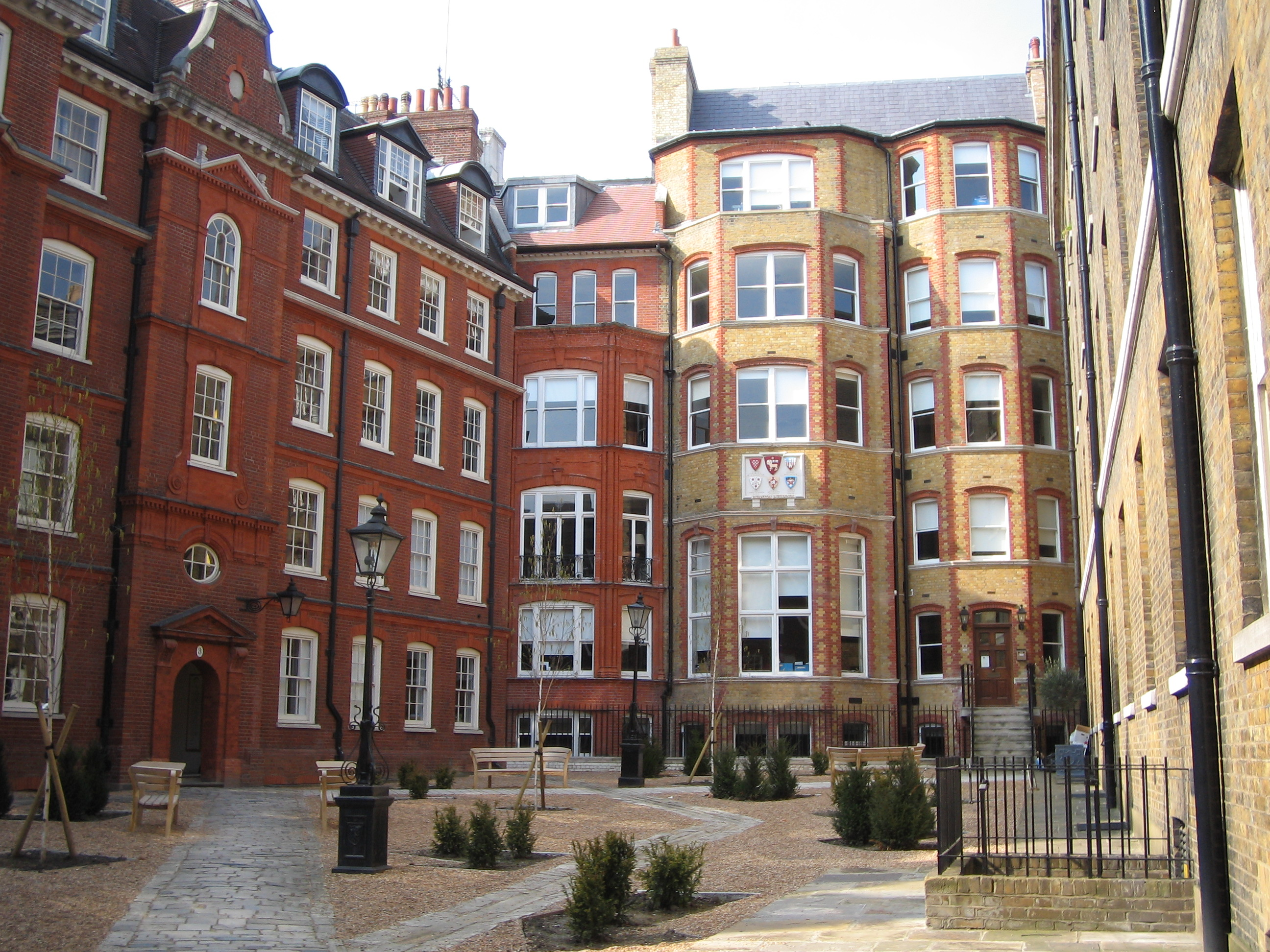
Юридична школа «Іннер Темпл».

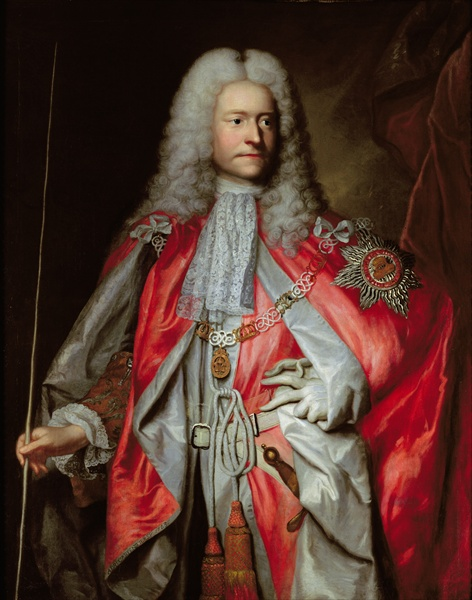
Сер Пол Метуен (1672 – 1757).

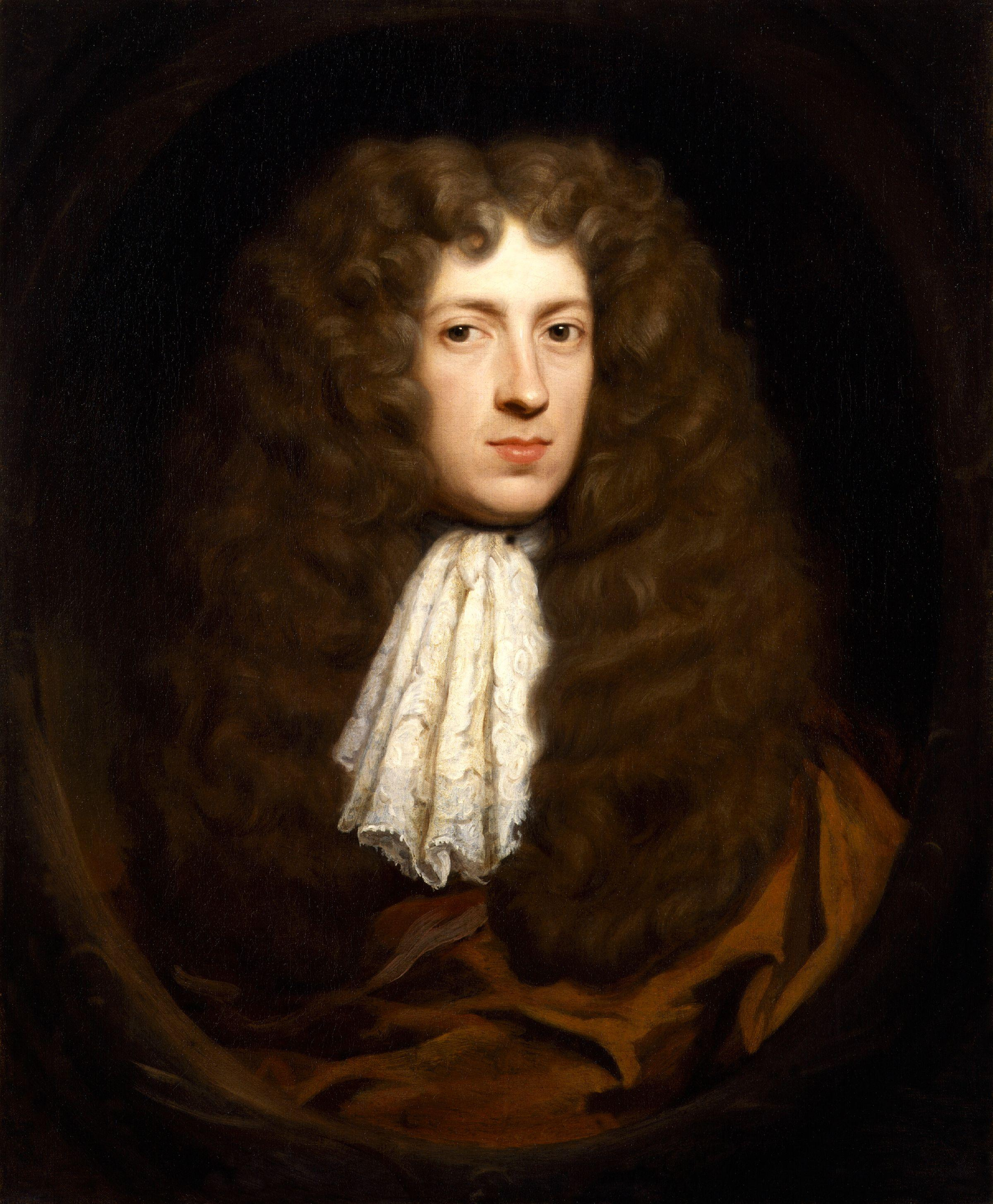
Джеймс Вернон (1646 – 1727).

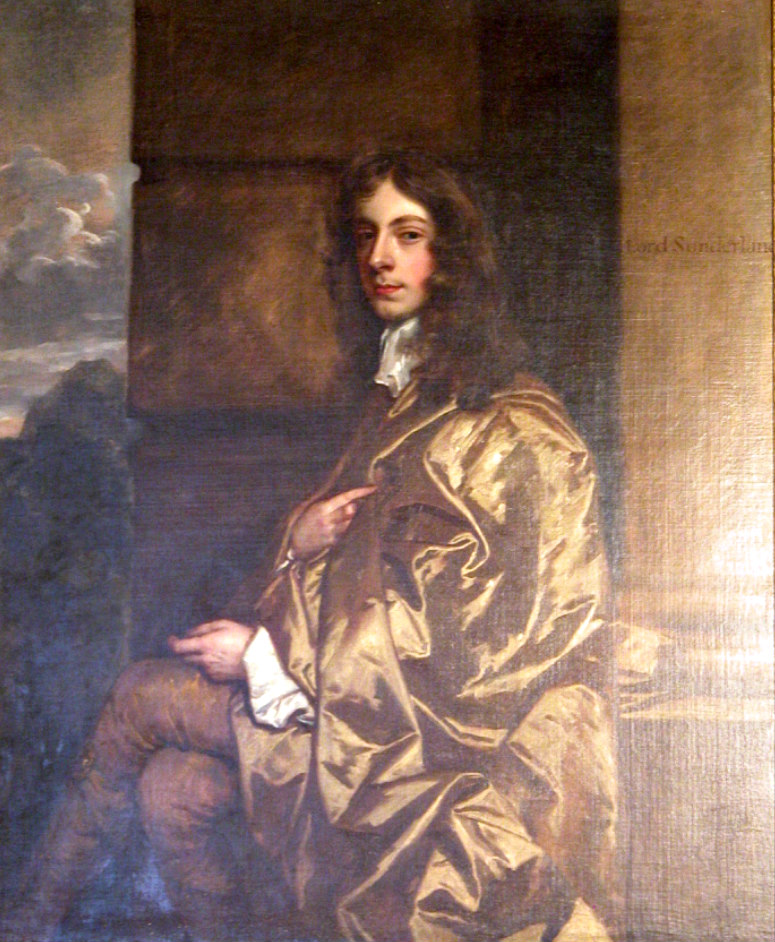
Роберт Спенсер (1641 – 1702) – ІІ граф Сандерленд.

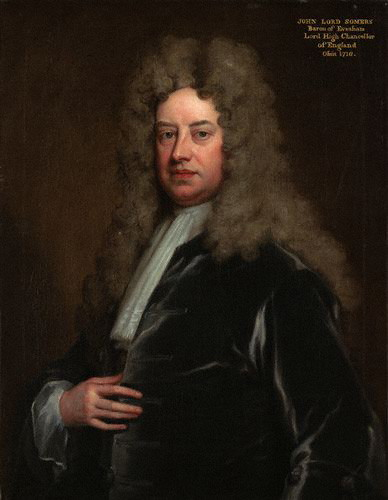
Джон Сомерс (1651 – 1716) – І барон Сомерс.

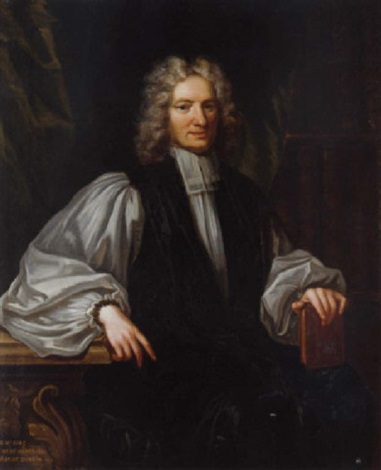
Вільям Кінг (1650 – 1729) – архієпископ Дубліна.

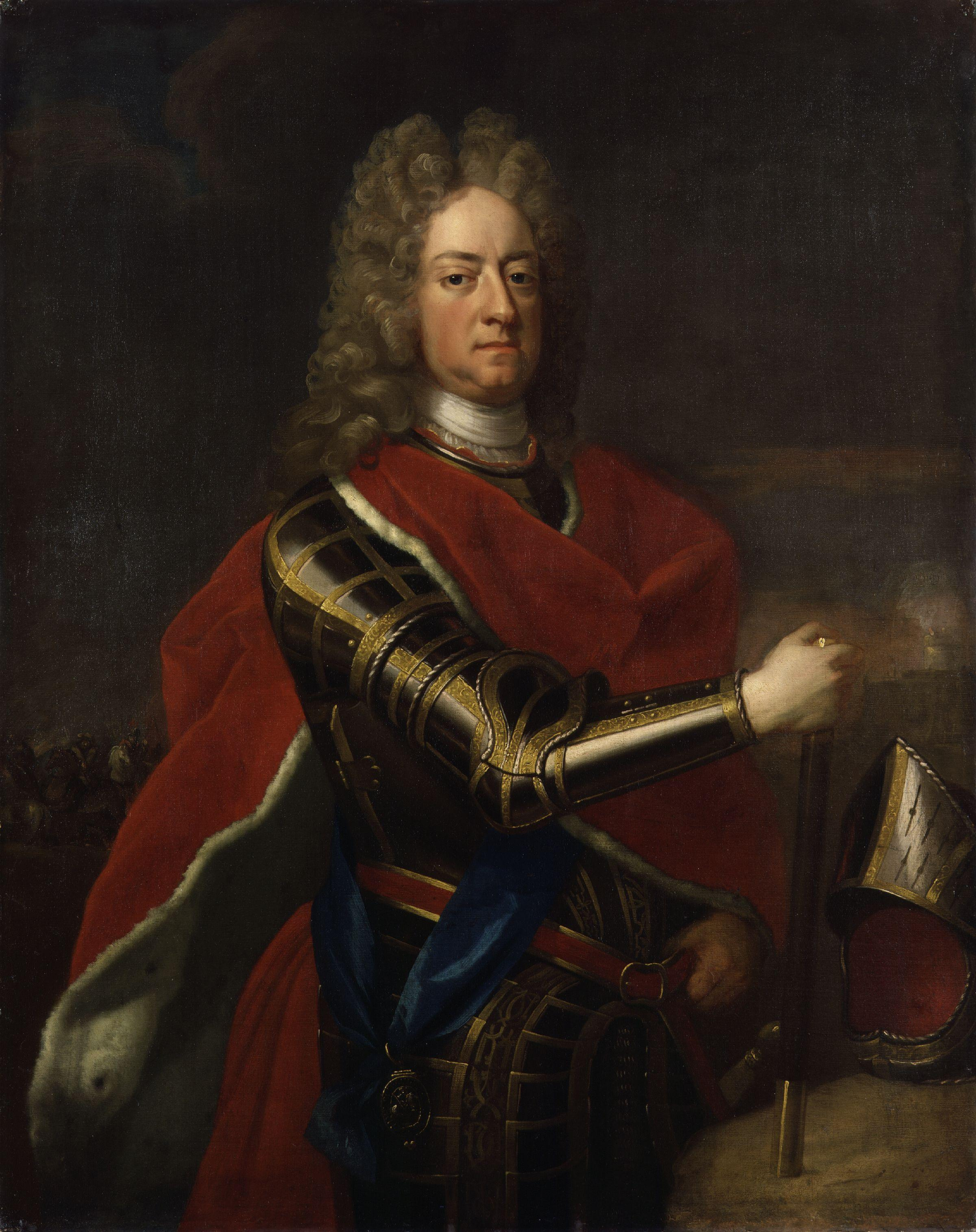
Джеймс Батлер (1665 – 1745) – ІІ герцог Ормонд.

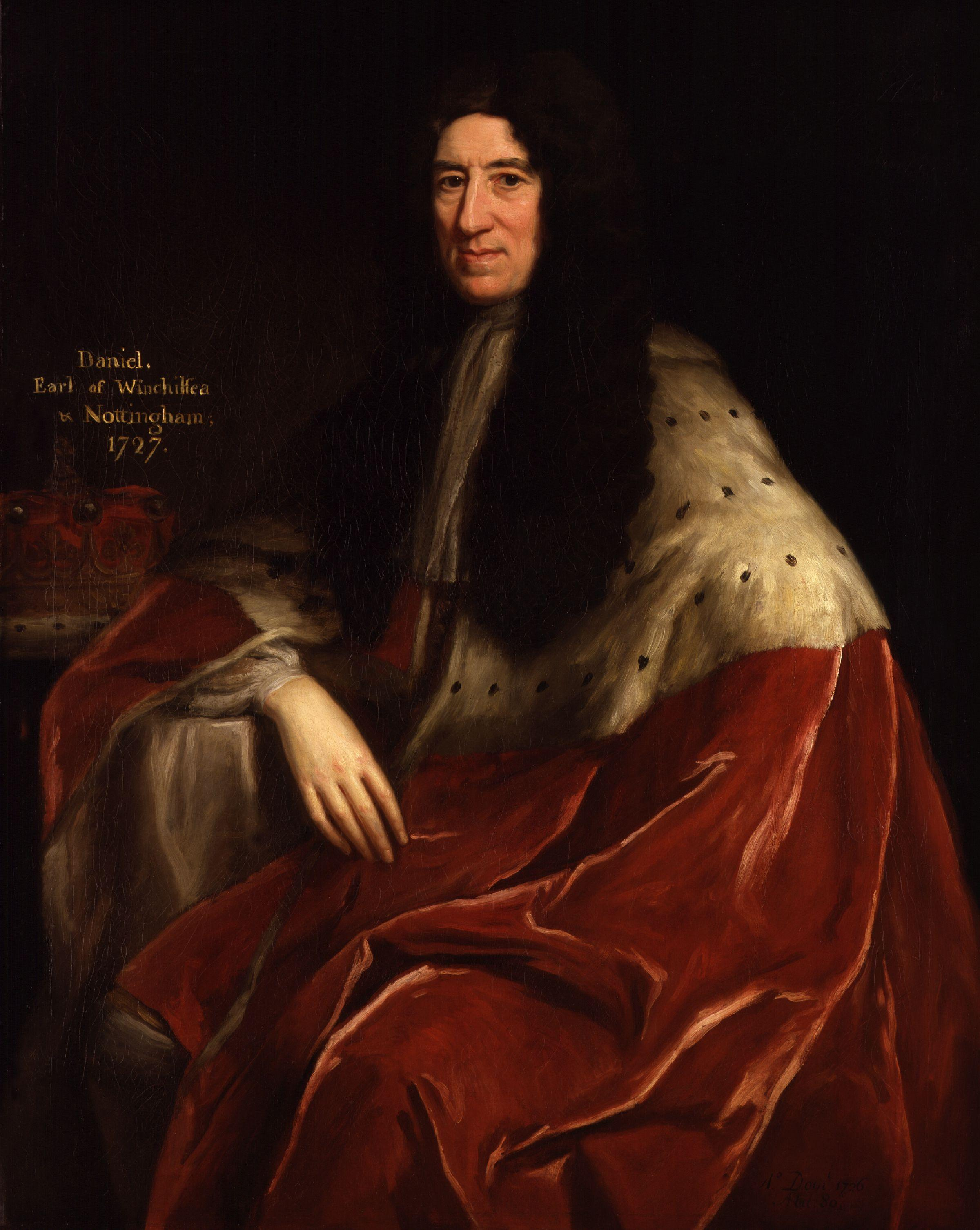
Деніел Фінч (1660 – 1744) – герцогиня Мальборо.

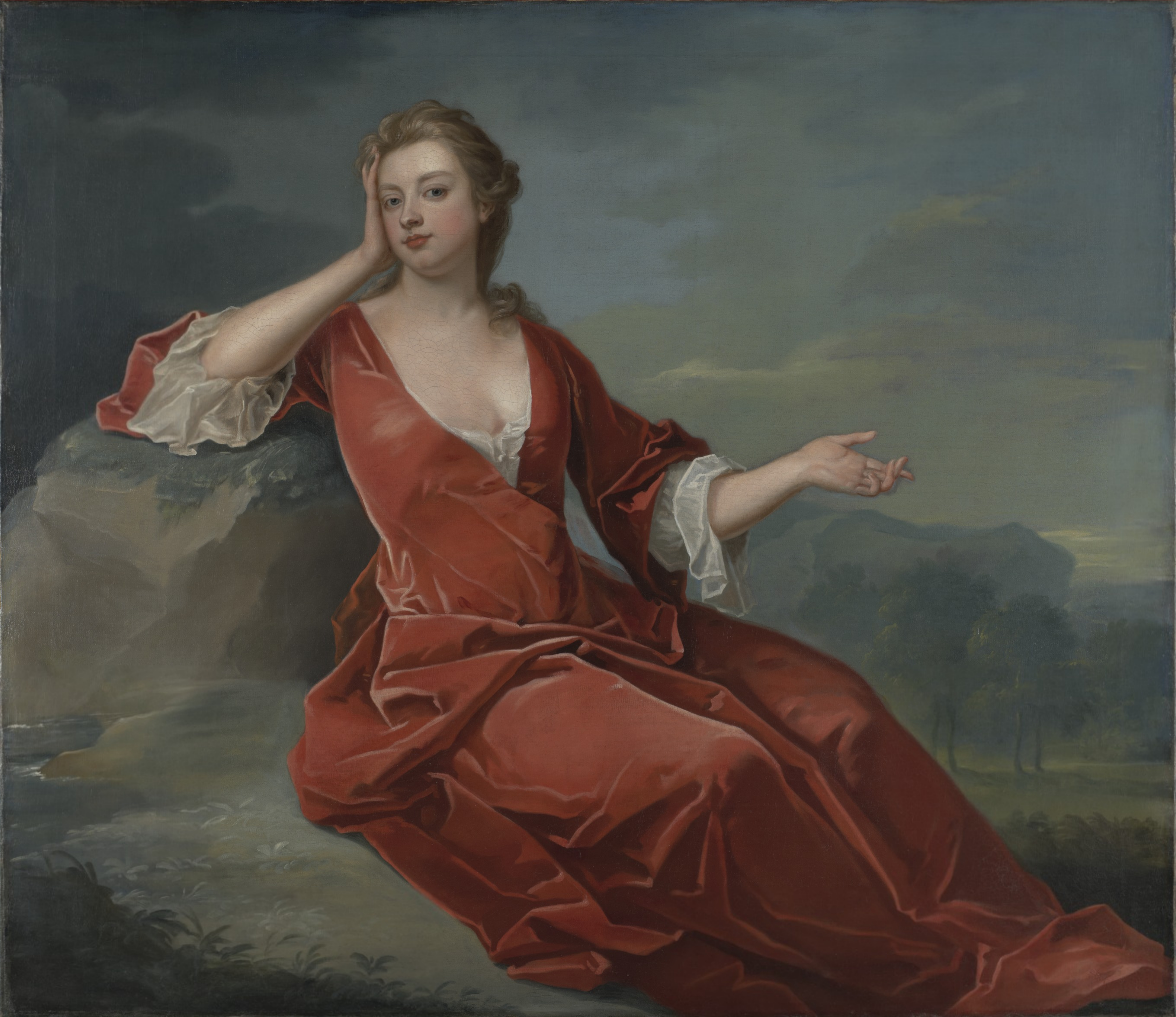
Сара Черчілль (1647 – 1730) – ІІ граф Ноттінгем.

Джон Метуен (1650 — 1706) — англійський та ірландський дипломат, суддя та депутат парламентів Англії та Ірландії. Він володів посадами лорд-канцлера Ірландії, спікера Палати лордів парламенту Ірландії та англійського посла в Португалії. Він та його син Пол Метуен вели переговори, брали участь в розробці та укладанні договору, що ввійшов в історію як «Метуенський договір». 

## Життєпис

### Ранні роки
Джон Метуен народився в Бредфорді-на-Ейвоні в графстві Вілтшир, Англія. Він був старшим сином Пола Метуена (помер у 1667 році), якого вважали найбагатшим торговцем тканинами в Англії, та його дружини Грейс Еш, дочки Джона Еша, чий прибутковий суконний бізнес успадкував його зять. Родина, яка писалася як Метуен, Метвен, Метвін була шотландського походження: Пол порушив сімейну традицію, не ставши священиком, не отримавши церковного сану. Після його смерті Джон успадкував маєток, який його батько купив. Цей маєток розташований в парафії Бішопс Каннінгс, що поблизу Девайзеса, Англія. Великі статки його батька були поділені між Джоном, його шістьма братами та сестрами та їх матір’ю. Його брат Вільям очолив сімейний бізнес. 
Джон Метуен отримав освіту в Сент-Едмунд-Холл, Оксфорд, але диплом так і не отримав. Потім продовжив освіту в юридичній школі «Іннер Темпл». Почав працювати адвокатом в 1674 році. 
Одружився з Мері Чіверс з Квемерфорда, графство Вілтшир, дочкою Сікола Чіверса та його дружини Елеонори Робертс. Її батько, як і його, був багатим сукнарем. У них було п’ятеро дітей, у тому числі дипломат сер Пол Метуен, троє з яких дожили до зрілого віку. Шлюб був нещасливим через сумнозвісну зраду Джона і закінчився розлученням. Умовою розлучення він мав платити Мері значні аліменти. У 1685 році він став магістром канцелярії, і займав цю посаду до кінця свого життя, незважаючи на численні скарги на його неефективність. Він був обраний депутатом Палати громад парламенту Англії від Девізес у 1690 році і був депутатом від цієї виборчої округи до своєї смерті.

### Посланник у Португалії
Джона Метуена призначили англійським посланником до Португалії в 1691 році, на його радість, оскільки він сподівався на «не надто обтяжливе становище в приємному кліматі». Безсумнівно, зарплата також була бажаною, оскільки він платив значні аліменти своїй дружині, з якою розлучився. Точна причина його вибору невідома, але це могло бути пов’язано з видатним становищем його сім’ї в діловому світі, оскільки англійська корона передбачала, що дві країни з часом домовляться про комерційний договір. Трагедія вразила сім’ю в 1694 році, коли молодший син Джона Метуена Генрі був убитий у бійці з англійським купцем у Лісабоні.
Джон Метуен встановив добрі стосунки з королем Португалії Педро II, які пізніше мали бути корисними для переговорів про Метуенську угоду, але після його призначення в Торгову раду він мав повернутися до Англії, а його син Пол залишився в Лісабоні, щоб діяти як заступник посланника. Джон мав двох впливових друзів при дворі: Джеймса Вернона, заступника держсекретаря, і великого покровителя Вернона Роберта Спенсера, ІІ графа Сандерленда, який, хоч і не був тоді міністром корони, був, ймовірно, найближчим політичним радником короля Вільяма. Після смерті сера Чарльза Портера вони рекомендували Метуена на посаду лорд-канцлера Ірландії. Хоча лорд Сомерс, англійський лорд-канцлер, очевидно, мало думав про Метуена, кажучи, що він не знає «нічого, що могло б його кваліфікувати для такої посади», Сандерленд у той час фактично контролював патронаж Суду, і Метуен був належним чином призначений. Вирішальна підтримка Метуена уряду під час приходу сера Джона Фенвіка — зокрема, його красномовна промова, яка спростовувала аргумент про те, що для підтвердження законопроєкту про присудження були необхідні два коронних свідки, як це, безсумнівно, було в судовому процесі за державну зраду, — ймовірно, була ще однією причиною надання йому переваги.

### Лорд-канцлер Ірландії
Політичний досвід Метуена в Англії та Португалії не міг належним чином підготувати його до охопленої ворожнечею, боротьбою різних конфесій, фракцій, груп, кланів Ірландії. Ірландський парламент під час його перебування на посаді лорда-канцлера Ірландії займався питаннями безпеки, торгівлі, чи дотримання (навіть часткового) статей Лімерицького договору та кримінального законодавства, усі ці питання були предметом гострих суперечок і гарячих дебатів. Метуен, як спікер Палати лордів парламенту Ірландії, брав активну участь у цих дебатах і стверджував, що лише під час дебатів щодо статей Лімерікського договору він був присутній у Палаті 22 рази. Проте його вважали винятково неуспішним в управлінні парламентом Ірландії. Він зіткнувся з могутнім Вільямом Кінгом, єпископом Деррі, і був підданий жорсткій критиці в Англії за його поводження під час дебатів. Йому доводилося проводити все більше і більше часу в Англії, що призвело до скарг, що він був канцлером-заочно. Елрінгтон Болл у своїй історії ірландського судочинства зауважив, що, хоча він і обіймав посаду, навряд чи можна сказати, що він виконував свої обов’язки. Метуен поскаржився, що його репутація була зруйнована, і планував піти у відставку, оскільки вважав, що король Вільгельм III Оранський втратив до нього довіру. Він посварився із запальним Томасом Фіцморісом, І графом Керрі, який викликав його на дуель. Справа набула розголосу, коли Річарда Інголдсбі, пізніше одного з лорд-суддів Ірландії, який ніс виклик, було заарештовано, але король швидко наказав звільнити Інголдсбі. Письменник ірландського походження Джон Дантон, відвідавши Дублін у 1698 році, залишив цінний нарис про ірландські двори. Він описав більшість ірландських суддів як людей з такою високою репутацією, що «ніхто на них не скаржиться», але зробив значний виняток для Метуена, який, на його думку, «вийшов з моди».

### Повернення до Португалії
Джон Метуен повернувся до Португалії як англійський посланник, а потім як повноправний посол, займаючи цю посаду з деякими інтервалами з 1702 року до своєї смерті. До 1703 року йому було дозволено залишатися на посаді лорд-канцлера Ірландії, хоча він ніколи більше не брав участь в засіданні суду в Ірландії чи засіданні Палати лордів Ірландії, але в тому ж році лорд-лейтенант Ірландії Джеймс Батлер, ІІ герцог Ормонд, наполіг на його звільненні, прямо сказавши, що «він не хоче мати такого». У 1703 році Джон Метуен отримав титул надзвичайного посла, але не без певних труднощів. Спочатку лорд Ноттінгем, держсекретар, відмовив йому в цій посаді, через що він поскаржився королівській довіреній особі Сарі Черчилль, яка, у свою чергу, поскаржилася королеві Англії, Шотландії та Ірландії Анні І Стюарт. Королева, чия довга дружба з Сарою Черчилль швидко слабшала, частково через сумнозвісний поганий характер Сари, втомлено відповіла, що «я завжди вважала само собою зрозумілим те, що містер Метуен мав титул Надзвичайного посла».

### Договір Метуена
У 1702 році Джон Метуен переконав португальський уряд розірвати союз з королем Франції Людовиком XIV, а потім розпочав тривалі переговори про наступальний і оборонний союз. Під час відсутності свого батька Пол Метуен остаточно уклав Договір 16 травня 1703 року, що стало важливим кроком у війні за іспанську спадщину. Після повернення з Англії Джон Метуен 27 грудня 1703 року уклав комерційний договір, який відкрив Португалію для англійської торгівлі тканиною в обмін на пільгове мито на імпорт вина. Обговорювалося, наскільки Договір був вигідним для будь-якої сторони в довгостроковій перспективі. Ймовірно, його найважливішим результатом став розвиток торгівлі портвейном, і тому він був широко відомий як «Договір про портвейн».

### Останні роки
Джон Метуен у подальшому житті все частіше страждав від подагри та ревматизму. Його здоров’я було підірвано невтомною працею в ім’я Корони, і він помер у Лісабоні, ще будучи на посаді посла, 2 липня 1706 року. Його тіло було забальзамовано, і він був похований у Вестмінстерському абатстві. Поруч поховані його син Пол (бл. 1672 – 1757) та дочка Ізабелла (померла 1711).

## Репутація
Незважаючи на свої безсумнівні здібності як дипломата, Джон Метуен був суперечливою фігурою в політиці. Він знайшов собі багато ворогів, у тому числі Джонатана Свіфта, що писав про нього як про «розпусного шахрая без релігії та моралі, досить хитрого, але без будь-яких здібностей». Його широко розголошений роман із Сарою Ерл, дружиною колеги-дипломата, завдав шкоди його професійній репутації. Схоже, Сара Ерл жила з ним на момент його смерті, і він згадав її у своїй останній волі та в заповіті. Його промова про нападника Фенвіка показує, що він був талановитим юристом, але як суддя, він не мав високої поваги в Ірландії, хоча його шанувальники стверджували, що він зробив кілька необхідних реформ у правовій системі. Його репутація неминуче постраждала через порівняння з його попередником, блискучим і популярним сером Чарльзом Портером. Навіть серед його колег-вігів думка про його здібності була різною: Джеймс Вернон високо оцінював його, але лорд Сомерс явно ні, а його дружба з Сандерлендом не сприяла його репутації в очах тих (які, ймовірно, були більшістю політичного правлячого класу), який вважав самого Сандерленда «найвитонченішим лиходієм на Землі».